# Фанні та Александр
«Фа́нні і Алекса́ндр» (швед. Fanny och Alexander) — драматична стрічка 1982 року, зфільмована шведським режисером Інгмаром Бергманом за власним сценарієм. В центрі сюжету стрічки доля великої аристократичної сім'ї Екдаль на початку ХХ століття. Фільм завоював чотири премії «Оскар», премію «Золотий глобус» та низку інших престижних кінонагород. Існує у двох версіях — повній телевізійній та короткій кіноверсії.
На 5 вересня 2021 року фільм займав 242-у позицію у списку 250 кращих фільмів за версією IMDb.

## Сюжет
Дія відбувається впродовж 1907—1909 років у шведському містечку Уппсала, де в заможній сім'ї живуть головні герої — дванадцяти12-річний Александр і його 10-річна сестра Фанні. Незабаром після Різдва їх батько Оскар, директор місцевого театру, під час репетиції, виконуючи роль привида батька Гамлета, раптом забуває текст і не розуміє, де він знаходиться. З ним трапляється удар, і він помирає.
По смерті батька життя дітей кардинально змінюється. Їхня мати Емілі одружується з єпископом Едвардом Вергерусом, і вони переїздять до його будинку, де живуть разом з його матір'ю, його сестрою та тіткою. У домі єпископа діють суворі правила, фарисейство й релігійні догмати. Скрізь засуви та решітки на вікнах.
Якось служниця розповіла, що перша дружина священника і дві його доньки потонули в річці. Александр каже їй, що до нього приходили їхні привиди і розповіли, що вони потонули після того, як намагалися втекти після п'ятиденного ув'язнення без їжі та питва. Служниця передає розповідь хлопця священникові, той карає його різками.
У дітей зростає відчуття болю та глибокої неприязні до світу, в якому вони опинилися, а мати, зневірившись, намагається просити в єпископа розлучення, але той відмовляє. Друг сім'ї Екдаль, торговець Ісак Якобі, через бажання допомогти Емілі, приходить до будинку єпископа з пропозицією купити в нього велику скриню, у якій він викрадає дітей. Опинившись у великому будинку Якобі, Александр вступає в розмову з Богом, а потім з'ясовує, що Бог — це насправді маріонетка, керована сином Ісака Аароном.
Емілі, не витримавши тиску з боку ненависного їй чоловіка, дає йому снодійне і тікає з дому. Саме цієї ночі в будинку випадково стається пожежа, в результаті якої єпископ гине, і сім'я отримує довгоочікувану свободу.

## У ролях
- Ева Фрелінґ[sv] — Емілі Екдаль
- Бертіл Ґуве — Александр Екдаль
- Пернілла Альвін[sv] — Фанні Екдаль
- Гунн Вальгрен — Гелена Екдаль
- Алан Едвалл — Оскар Екдаль
- Берьє Альстедт — Карл Екдаль
- Ярл Кулле — Густав Адольф Екдаль
- Мона Мальм — Альма Екдаль
- Пернілла Аугуст — Май
- Кристіна Адольфсон — Сірі
- Крістіан Альмгрен — Путте Екдаль
- Лєна Олін — Роза
- Ян Мальмше — єпископ Едвард Вергерус
- Маріанна Амінофф — Бленда Вергерус
- Керстін Тіделіус — Генрієтта Вергерус
- Гаррієт Андерссон — Юстіна
- Ґуннар Бйорнстранд[en] — Філіп Ландаль, актор театру
- Ерланд Юзефсон — Ісак Якобі
- Матс Бергман — Арон Ретцінскі
- Стіна Екблад — Ісмаель Ретцінскі
- Петер Стормаре — епізод (юнак, допомогаючий Ісаку)

## Критика
Американський критик Роджер Еберт відмічає, що фільм «вражаюче красивий, завдяки операторському генієві постійного співавтора Бергмана, Свена Нюквіста»:
|  | «Фанні і Александр» Інгмара Бергмана мав стати останнім в його кар'єрі, тому він показує, як бути молодим, старим, бути чоловіком, жінкою, християнином, євреєм, мудрим, божевільним, багатим, бідним, набожним, світським. Він створює світ, у якому безперечні факти сусідують з привидами і магією, а галерея персонажів незабутня через їхню надзвичайну оригінальність. Оригінальний текст (англ.) Ingmar Bergman's «Fanny and Alexander» was intended to be his last film, and in it, he tends to the business of being young, of being middle-aged, of being old, of being a man, woman, Christian, Jew, sane, crazy, rich, poor, religious, profane. He creates a world in which the utmost certainty exists side by side with ghosts and magic, and a gallery of characters who are unforgettable in their peculiarities. |

Британський журнал про кіно Sight and Sound попросив режисерів і критиків вибрати найкращі на їхню думку фільми за останні чверть століття. Фільм Бергмана зайняв третій рядок після фільмів «Апокаліпсис сьогодні» Френсіса Форда Копполи та «Скажений бик» Мартіна Скорсезе.

## Нагороди і номінації
| Рік  | Нагорода                                  | Категорія                            | Номінант                    | Результат |
| ---- | ----------------------------------------- | ------------------------------------ | --------------------------- | --------- |
| 1983 | Венеційський кінофестиваль                | Приз ФІПРЕССІ                        | Інгмар Бергман              | Перемога  |
| 1983 | Премія Національної ради кінокритиків США | Найкращий фільм іноземною мовою      |                             | Перемога  |
| 1983 | Золотий глобус                            | Найкращий іноземний фільм            |                             | Перемога  |
| 1983 | Золотий глобус                            | Найкращий режисер художнього фільму  | Інгмар Бергман              | Номінація |
| 1984 | Премія «Оскар»                            | Найкращий фільм іноземною мовою      |                             | Перемога  |
| 1984 | Премія «Оскар»                            | Найкращий режисер                    | Інгмар Бергман              | Номінація |
| 1984 | Премія «Оскар»                            | Найкращий сценарист                  | Інгмар Бергман              | Номінація |
| 1984 | Премія «Оскар»                            | Найкраща робота художника            | Сусанна Лінгхайм, Анна Асп  | Перемога  |
| 1984 | Премія «Оскар»                            | Найкраща операторська робота         | Свен Нюквіст                | Перемога  |
| 1984 | Премія «Оскар»                            | Найкращий дизайн костюмів            | Марік Вос-Лунд              | Номінація |
| 1984 | Премія BAFTA                              | Найкращий фільм іноземною мовою      | Інгмар Бергман, Йорн Доннер | Номінація |
| 1984 | Премія BAFTA                              | Найкраща операторська робота         | Свен Нюквіст                | Перемога  |
| 1984 | Премія BAFTA                              | Найкращий дизайн костюмів            | Марік Вос-Лунд              | Номінація |
| 1984 | Премія «Сезар»                            | Найкращий іноземний фільм            | Інгмар Бергман              | Перемога  |
| 1984 | Премія «Давид ді Донателло»               | Найкращий іноземний фільм            | Інгмар Бергман              | Перемога  |
| 1984 | Премія «Давид ді Донателло»               | Найкращий режисер іноземного фільму  | Інгмар Бергман              | Перемога  |
| 1984 | Премія «Давид ді Донателло»               | Найкращий сценарій іноземного фільму | Інгмар Бергман              | Перемога  |
| 1984 | Приз Французького синдикату кінокритиків  | Найкращий іноземний фільм року       |                             | Перемога  |